# Stranger Things (Joyner Lucas e Chris Brown)
Stranger Things è un singolo del cantante statunitense Chris Brown e del rapper statunitense Joyner Lucas, pubblicato il 25 febbraio 2018 come primo estratto dall'album Angels & Demons.

## Descrizione
Nel gennaio 2018, Brown aveva postato un'anteprima del brano attraverso un video dove faceva ascoltare un pezzo del brano nel suo studio, chiedendo a Joyner Lucas ed a Ski Mask the Slump God se avessero voluto collaborare nel brano. Durante i giorni successivi i due artisti (Brown e Lucas) postarono numerose foto e video di loro in studio, pubblicando il brano a sorpresa il 25 febbraio del 2018.
Stranger Things è stata prodotta da Jordon Manswell e Ye Ali, e presenta una produzione hip-hop con forti influenze trap, ispirata alla sigla della serie televisiva statunitense di fantascienza, Stranger Things. Nel brano sia il cantante che il rapper rappano per tutto il brano, che non presenta ritornelli, ma solo strofe dove i due artisti si alternano con svariati cambi di flow, ed un outro dove le due voci si uniscono.

## Video musicale
Il videoclip del brano è stato girato il 22 gennaio del 2018, diretto dallo stesso Lucas insieme a Ben Proulx, e pubblicato il giorno di pubblicazione del brano. Nel videoclip i due rapper stanno facendo una festa nel cassone di un furgone nelle strade della periferia di Los Angeles, finché a causa dell'eccessivo rumore, arrivano due poliziotti, ma uno dei due riconoscendo Brown, capisce la situazione, e decide di non fare nulla, tutto interpretato in maniera comica.

## Tracce
1. Stranger Things – 3:40

## Classifiche
| Classifica (2018)         | Posizione massima |
| ------------------------- | ----------------- |
| Australia                 | 100               |
| Canada                    | 75                |
| Nuova Zelanda             | 43                |
| Stati Uniti               | 91                |
| Stati Uniti (R&B/Hip-Hop) | 46                |